# (37837) 1998 CA2
(37837) 1998 CA2 là một tiểu hành tinh vành đai chính. Nó được phát hiện qua chương trình tiểu hành tinh Beijing Schmidt CCD ở trạm Xinglong ở tỉnh Hồ Bắc, Trung Quốc ngày 9 tháng 2 năm 1998.